# 西柴
西柴（にししば）は、神奈川県横浜市金沢区の町名。現行行政地名は西柴一丁目から西柴四丁目。住居表示実施済み区域。

## 地理

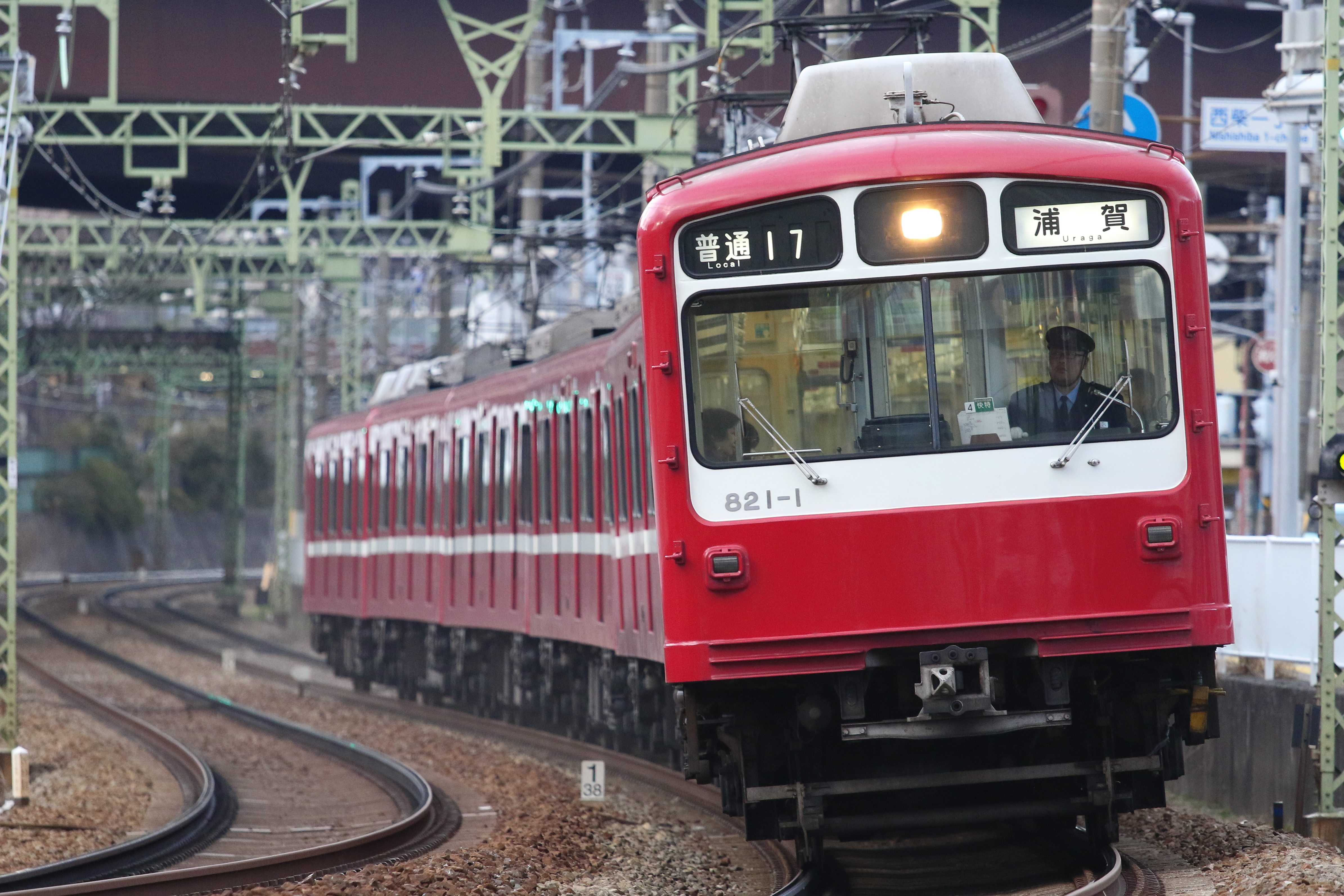
西柴を走る京急本線

西は谷津川を挟んで能見台東・片吹、北は堀口、北東-東は長浜、南東は柴町、南は金沢町の称名寺市民の森、南西は谷津町に接する。一丁目-四丁目からなり、大部分が一戸建ての分譲住宅で占められている。京急本線能見台駅と金沢文庫駅の間にあり、近くの国道16号経由で磯子駅-追浜方面を結ぶ便や、金沢文庫駅から西柴四丁目経由で海の公園方面を結ぶ路線バスが利用できる。

### 面積
面積は以下の通りである。
| 丁目       | 面積（km²） |
| ---------- | ----------- |
| 西柴一丁目 | 0.142       |
| 西柴二丁目 | 0.157       |
| 西柴三丁目 | 0.134       |
| 西柴四丁目 | 0.119       |
| 計         | 0.552       |

### 地価
住宅地の地価は、2025年（令和7年）1月1日の公示地価によれば、西柴4-13-6の地点で18万1000円/m²となっている。

## 歴史

### 沿革
かつては久良岐郡金沢町の一部であったが、1936年に横浜市磯子区に編入。金沢柴町の一部となり、1939年7月1日に西柴が新設された。のどかな田園地帯であったが、1960年代には鳥浜町などの埋立用の土砂の採取場となり、跡地は西武グループによる分譲住宅地として開発された。1986年7月21日に住居表示が実施され、西柴を廃止し、西柴一丁目〜西柴四丁目が設けられた。

## 世帯数と人口
2025年（令和7年）6月30日現在（横浜市発表）の世帯数と人口は以下の通りである。
| 丁目       | 世帯数    | 人口    |
| ---------- | --------- | ------- |
| 西柴一丁目 | 897世帯   | 1,695人 |
| 西柴二丁目 | 843世帯   | 1,921人 |
| 西柴三丁目 | 576世帯   | 1,248人 |
| 西柴四丁目 | 385世帯   | 828人   |
| 計         | 2,701世帯 | 5,692人 |

### 人口の変遷
国勢調査による人口の推移。
| 年                 | 人口  |
| ------------------ | ----- |
| 1995年（平成7年）  | 6,010 |
| 2000年（平成12年） | 5,651 |
| 2005年（平成17年） | 6,393 |
| 2010年（平成22年） | 6,264 |
| 2015年（平成27年） | 5,993 |
| 2020年（令和2年）  | 5,833 |

### 世帯数の変遷
国勢調査による世帯数の推移。
| 年                 | 世帯数 |
| ------------------ | ------ |
| 1995年（平成7年）  | 2,414  |
| 2000年（平成12年） | 2,079  |
| 2005年（平成17年） | 2,368  |
| 2010年（平成22年） | 2,402  |
| 2015年（平成27年） | 2,441  |
| 2020年（令和2年）  | 2,512  |

## 学区
市立小・中学校に通う場合、学区は以下の通りとなる（2024年11月時点）。
| 丁目       | 番地 | 小学校             | 中学校             |
| ---------- | ---- | ------------------ | ------------------ |
| 西柴一丁目 | 全域 | 横浜市立西柴小学校 | 横浜市立西柴中学校 |
| 西柴二丁目 | 全域 | 横浜市立西柴小学校 | 横浜市立西柴中学校 |
| 西柴三丁目 | 全域 | 横浜市立西柴小学校 | 横浜市立西柴中学校 |
| 西柴四丁目 | 全域 | 横浜市立西柴小学校 | 横浜市立西柴中学校 |

## 事業所
2021年（令和3年）現在の経済センサス調査による事業所数と従業員数は以下の通りである。
| 丁目       | 事業所数 | 従業員数 |
| ---------- | -------- | -------- |
| 西柴一丁目 | 17事業所 | 188人    |
| 西柴二丁目 | 9事業所  | 25人     |
| 西柴三丁目 | 35事業所 | 138人    |
| 西柴四丁目 | 13事業所 | 125人    |
| 計         | 74事業所 | 476人    |

### 事業者数の変遷
経済センサスによる事業所数の推移。
| 年                 | 事業者数 |
| ------------------ | -------- |
| 2016年（平成28年） | 72       |
| 2021年（令和3年）  | 74       |

### 従業員数の変遷
経済センサスによる従業員数の推移。
| 年                 | 従業員数 |
| ------------------ | -------- |
| 2016年（平成28年） | 391      |
| 2021年（令和3年）  | 476      |

## 施設
- 横浜市立西柴中学校
- 横浜市立西柴小学校
- 西友 能見台店

## その他

### 日本郵便
- 郵便番号 : 236-0017[3]（集配局：横浜金沢郵便局[17]）

### 警察
町内の警察の管轄区域は以下の通りである。
| 丁目       | 番・番地等 | 警察署     | 交番・駐在所   |
| ---------- | ---------- | ---------- | -------------- |
| 西柴一丁目 | 全域       | 金沢警察署 | 能見台駅前交番 |
| 西柴二丁目 | 全域       | 金沢警察署 | 能見台駅前交番 |
| 西柴三丁目 | 全域       | 金沢警察署 | 能見台駅前交番 |
| 西柴四丁目 | 全域       | 金沢警察署 | 能見台駅前交番 |